# Andreas Schöppl
Andreas Schöppl (* 12. November 1961 in Salzburg) ist ein österreichischer Politiker (FPÖ) und Rechtsanwalt. Schöppl ist Gemeinderat in der Stadt Salzburg und war von 1999 bis 2004 Abgeordneter zum Salzburger Landtag. Nach dem Parteiausschluss des Salzburger Landesparteiobmanns Rupert Doppler durch Bundesparteiobmann Heinz-Christian Strache am 9. Juni 2015 wurde Schöppl dessen Nachfolger an der Spitze der FPÖ-Landesorganisation. Seit Juni 2018 ist er wieder Abgeordneter zum Salzburger Landtag.

## Ausbildung und Beruf
Schöppl wurde in Salzburg geboren und besuchte von 1968 bis 1972 die Volksschule im Stadtteil Taxham. Er wechselte 1972 an das Akademische Gymnasium Salzburg und schloss dieses 1980 mit der Matura ab. Er leistete in der Folge zwischen 1980 und 1981 seinen Präsenzdienst als Einjährig-Freiwilliger beim Österreichischen Bundesheer ab und studierte danach ab 1981 Rechtswissenschaften an der Universität Salzburg. 1987 promovierte er zum Dr. iur. und absolvierte noch im selben Jahr sein Gerichtsjahr in Salzburg. Danach arbeitete er zwischen 1987 und 1992 als Rechtsanwaltsanwärter, seit 1992 ist er als Rechtsanwalt in Salzburg tätig.

## Politik und Funktionen
Schöppl engagierte sich nach seinem Studium zwischen 1987 und 1988 als Landesobmann des Ringes Freiheitlicher Jugend. Er ist Mitglied der schlagenden Akademischen Landsmannschaft der Salzburger zu Salzburg. Er war zudem von 1998 bis 2006 innerparteilich in der FPÖ als stellvertretender Bezirksparteiobmann der Stadt Salzburg aktiv. Seit 2007 ist er Bezirksparteiobmann der FPÖ Salzburg-Stadt. Des Weiteren war er von 2004 bis 2006 Ortsparteiobmann der FPÖ Gneis-Morzg-Nonntal und übernahm im Jahr 2006 die innerparteiliche Funktion des Ortsparteiobmannes der FPÖ Leopoldskron-Moos-Riedenburg-Gneis-Morzg. Auf Landesebene war er zwischen 1999 und 2003 als Landesparteisekretär aktiv, zudem wurde er 1999 Mitglied des Landesparteivorstandes. Auf Bundesebene wirkte er von 1994 und 1999 sowie seit 2006 als Mitglied des Bundesparteigerichtes der FPÖ.
Schöppl war zwischen dem 27. April 1999 und dem 27. April 2004 Abgeordneter zum Salzburger Landtag sowie stellvertretender Klubobmann des FPÖ-Landtagsklubs. Nach den schweren Verlusten der FPÖ bei der Landtagswahl in Salzburg 2004 schied Schöppl aus dem Landtag aus. Er war ab dem 5. Mai 2004 Mitglied des Gemeinderates der Stadt Salzburg und war in der Folge bis 2009 einziger Vertreter der FPÖ im Gemeinderat, da die übrigen Mandatare unter Doris Tatzl zum BZÖ wechselten. 2009 wurde Schöppl Klubobmann der FPÖ im Salzburger Gemeinderat, zudem ist er Mitglied im Stadtsenat und im Kontrollausschuss. Im Jänner 2015 wurde Schöppl überraschend als Klubobmann in der Stadt Salzburg von seinen Parteikollegen abgewählt – möglicherweise ein Ausdruck der Querelen innerhalb der FPÖ-Salzburg, die am 9. Juni 2015 zum Parteiausschluss des Landesparteiobmanns Rupert Doppler und seines Vorgängers Karl Schnell führten. Die beiden hatten sich zuletzt allerdings für eine Rückkehr Schöppls in die Gemeindepolitik starkgemacht. Als stellvertretender Landesparteiobmann der FPÖ rückte Schöppl in die Position des Landesparteiobmanns nach.
Nach der Landtagswahl in Salzburg 2018 wurde er am 13. Juni 2018 in der konstituierenden Landtagssitzung der 16. Gesetzgebungsperiode erneut als Abgeordneter zum Salzburger Landtag angelobt.

## Auszeichnungen
- Goldenes Verdienstzeichen des Landes Salzburg (2004)